# 4365 Ivanova
4365 Ivanova è un asteroide della fascia principale. Scoperto nel 1978, presenta un'orbita caratterizzata da un semiasse maggiore pari a 2,8514543 UA e da un'eccentricità di 0,0494779, inclinata di 1,03675° rispetto all'eclittica.
L'asteroide è dedicato all'astronoma bulgara Violeta G. Ivanova.